# Église évangélique congrégationnelle d'Argentine
L'Iglesia Evangélica Congregacional de Argentina (IECA - Église évangélique congrégationnaliste d'Argentine) est une église réformée argentine, membre de l'Alliance des églises presbytériennes et réformées d'Amérique latine. Elle rassemble environ 20 000 fidèles dans plus de 120 paroisses.

## Historique
L'Église fut fondé en 1922 à Concordia par des Allemands de la Volga ayant fui la Révolution bolchevique arrivent en Argentine. Ils demandèrent de l'aide à des églises congrégationnalistes des États-Unis.